# 交響曲の副題
交響曲の副題（こうきょうきょくのふくだい）
交響曲は普通、交響曲第○○番□□調といったように、番号と調性で識別されているが、標題音楽的性格が強い場合や、その他様々な事情により、何らかの題名(副題）が与えられることがある。これは、交響曲以外でも番号で呼ばれる作品について広く当てはまることであるが、ここでは特に交響曲について扱うことにする。

## 副題の種類
副題の種類には大まかに以下の3種類がある。
- 作曲家が何らかの意図の下に与えた「題名」（タイトル、次節では【T】と表記）
- 幻想交響曲、ファウスト交響曲、マンフレッド交響曲、アルプス交響曲など、交響詩よりも大規模な管弦楽による標題音楽としての「標題交響曲 (英: program symphony 独: Programmsinfonie)」における｢標題」（プログラム、次節では【P】と表記）
- 作曲者以外の人物が作曲者の意図とは無関係に便宜上与えた通称（ニックネーム、次節では【N】と表記）

「タイトル」については、ベートーヴェンの交響曲第6番『田園』や、シューマンの交響曲第1番『春』、チャイコフスキーの交響曲第6番『悲愴』、メシアンのトゥランガリーラ交響曲などがある。これらはいずれも作曲家がそれぞれ意図をもって名づけたものであり、作品の解釈の手がかりともなる。
｢標題（プログラム）」は、ベルリオーズの『幻想交響曲』における｢断頭台への行進」やR.シュトラウスの『アルプス交響曲』における｢森に入る｣｢頂上にて」のように、交響詩における標題と同様の具体的な描写内容を表すものである。
一方、｢通称（ニックネーム）」については、ハイドンの交響曲第103番『太鼓連打』、モーツァルトの交響曲第38番『プラハ』、シューベルトの交響曲第8(7)番『未完成』、ブルックナーの交響曲第3番『ワーグナー』、マーラーの交響曲第4番『大いなる喜び（歓び）への賛歌』などが知られている。これらは主として演奏家や評論家などが、便宜上それぞれの作品の印象的なフレーズや、作曲された土地、作品にまつわるエピソードなどを題名のように適当に呼んでいたものが、やがて広く定着したり、レコードやCD、演奏会の入場券の売り上げ促進といった商業的理由によって用いられ続けているものである。
通称の場合しばしば問題になるのが、そのようにして呼ばれている通称が作品の理解の障害になる場合である。そのような作品として有名なのが、ベートーヴェンの交響曲第5番『運命』、ドヴォルザークの交響曲第8番『イギリス』、ショスタコーヴィチの交響曲第5番『革命』などである。ベートーヴェンについては、「運命はかく扉をたたく」という発言があまりに大きく捉えられすぎて、「運命との葛藤」という側面ばかりが強調されてしまう傾向に陥っていることが、しばしば問題とされている。またドヴォルザークについては、イギリスの出版社から出版されたというだけの理由で与えられた通称であり、この通称では交響曲第8番のスラヴ風な特徴を完全に無視していることになる。ショスタコーヴィチは、当初はロシア革命を讃える社会主義リアリズム風の作品として解釈されていたため「革命」の通称で知られていたが、その後それを覆す証言や解釈が数多く現れ、現在では必ずしも革命を讃えているとは言い切れなくなった。このような理由により、これらの作品は通称を用いないで呼ぶことが好ましいとされている。

## 有名な副題付き交響曲一覧
- 芥川也寸志
  - 『エローラ交響曲』【T】
- アッテルベリ
  - 交響曲第3番『西海岸の光景』
  - 交響曲第6番『ドル』【N】
- アルヴェーン
  - 交響曲第4番『海辺の岩礁から』
- 伊福部昭
  - 『シンフォニア・タプカーラ』
- ヤン・ヴァン・デル・ロースト
  - 『シンフォニア・フンガリカ』
- ヴォーン＝ウィリアムズ

※以下4曲いずれも副題というよりは題名そのもの（例えば「海の交響曲は」A Sea Symphony）である。
- - 『海の交響曲』（交響曲第1番）
  - 『ロンドン交響曲』（交響曲第2番）
  - 『田園交響曲』（交響曲第3番）
  - 『南極交響曲』（交響曲第7番）
- オネゲル
  - 交響曲第3番『典礼風（礼拝）』【T】
  - 交響曲第4番『バーゼルの喜び』【T】
  - 交響曲第5番『三つのレ』【T】
- 貴志康一
  - 交響曲『仏陀』
- グリエール
  - 交響曲第3番『イリヤ・ムーロメツ』【P】
- ゴトコフスキー
  - 『春の交響曲』
- サン＝サーンス
  - 交響曲第3番『オルガン付き』
- 柴田南雄
  - 交響曲『ゆく河の流れは絶えずして』
- シベリウス
  - 『クッレルヴォ交響曲』
- リヒャルト・シュトラウス
  - 『家庭交響曲』
  - 『アルプス交響曲』
- シューベルト
  - 交響曲第4番『悲劇的』【T】
  - 交響曲第7番『未完成』【N】
  - 交響曲第8番『ザ・グレート』【N】
- シューマン
  - 交響曲第1番『春』【T】
  - 交響曲第3番『ライン』【N】
- ショスタコーヴィチ
  - 交響曲第2番『十月革命に捧ぐ』
  - 交響曲第3番『メーデー』
  - 交響曲第5番『（革命）』
  - 交響曲第7番『レニングラード』
  - 交響曲第11番『1905年』
  - 交響曲第12番『1917年』
  - 交響曲第13番『バビ・ヤール』
  - 交響曲第14番『死者の歌』
- スク
  - 『アスラエル交響曲』（交響曲第2番）
- スクリャービン
  - 交響曲第3番『神聖な詩』
  - 交響曲第4番『法悦の詩』
  - 交響曲第5番『プロメテ - 火の詩』
- スパーク
  - 『ピッツバーグ交響曲』
- スメタナ
  - 『祝典交響曲』
- 團伊玖磨
  - 交響曲第6番『HIROSHIMA』
- ダンディ
  - 『フランスの山人の歌による交響曲』（『セヴェンヌ交響曲』）
- チャイコフスキー
  - 交響曲第1番『冬の日の幻想』【N】第1楽章の標題。
  - 交響曲第2番『小ロシア』【N】
  - 交響曲第3番『ポーランド』【N】
  - 交響曲第6番『悲愴』【T】
  - 『マンフレッド交響曲』【P】
- チャベス
  - 交響曲第1番『アンティゴナ交響曲』
  - 交響曲第2番『インディオ交響曲』
- ツェムリンスキー
  - 『抒情交響曲』
- デ・メイ
  - 交響曲第1番『指輪物語』
  - 交響曲第2番『ビッグ・アップル （ニューヨーク シンフォニー）』
  - 交響曲第3番『プラネット・アース』
- ドヴォルザーク
  - 交響曲第1番『ズロニツェの鐘』【T】
  - 交響曲第8番『（イギリス）』【N】
  - 交響曲第9番『新世界より』【T】
- 冨田勲
  - 『イーハトーヴ交響曲』
- ニールセン
  - 交響曲第2番『四つの気質』【T】
  - 交響曲第3番『広がり』【N】第1楽章の発想記号より。
  - 交響曲第4番『不滅』【T】
  - 交響曲第6番『素朴』【T】
- ハイドン
  - 交響曲第6番『朝』【T】
  - 交響曲第7番『昼』【T】
  - 交響曲第8番『夜』【T】
  - 交響曲第22番『哲学者』【N】
  - 交響曲第26番『ラメンタチオーネ』
  - 交響曲第30番『アレルヤ』【N】
  - 交響曲第31番『ホルン信号』【N】
  - 交響曲第38番『エコー』【N】
  - 交響曲第43番『マーキュリー』【N】
  - 交響曲第44番『悲しみ』【N】
  - 交響曲第45番『告別』【N】
  - 交響曲第48番『マリアテレジア』【N】
  - 交響曲第49番『受難』【N】
  - 交響曲第53番『帝国』【N】
  - 交響曲第55番『校長先生』【N】
  - 交響曲第59番『火事』【N】
  - 交響曲第60番『うっかり者』※劇付随音楽を編曲したものとされる。
  - 交響曲第69番『ラウドン』【N】
  - 交響曲第73番『狩』
  - 交響曲第82番『熊』【N】
  - 交響曲第83番『雌鶏』【N】
  - 交響曲第85番『王妃』【N】
  - 交響曲第88番『V字』【N】
  - 交響曲第92番『オックスフォード』【N】
  - 交響曲第94番『驚愕』【N】
  - 交響曲第96番『奇蹟』【N】
  - 交響曲第100番『軍隊』【N】
  - 交響曲第101番『時計』【N】
  - 交響曲第103番『太鼓連打』【N】
  - 交響曲第104番『ロンドン』【N】
- ハチャトゥリアン
  - 交響曲第2番『鐘』
  - 交響曲第3番『交響詩曲』
- バーンスタイン
  - 交響曲第1番『エレミア』
  - 交響曲第2番『不安の時代』
  - 交響曲第3番『カディッシュ』
- ハリス
  - 交響曲第4番『民謡交響曲』
- ハルヴォルセン
  - 交響曲第2番『宿命』
- ビゼー
  - 『ローマ』 [1]
- ハンソン
  - 交響曲第7番『海の交響曲』
- ヒンデミット
  - 『画家マティス』
  - 『世界の調和』
  - 『ピッツバーグ交響曲』
- ブライアン
  - 交響曲第1番『ゴシック』
  - 交響曲第32番『記念日に』
- フェルステル
  - 交響曲第4番『復活祭の夜』
- ブリテン
  - 『シンフォニア・ダ・レクイエム』
  - 『春の交響曲』
- ブルックナー
  - 交響曲第4番『ロマンティック』
- プロコフィエフ
  - 『古典交響曲』（交響曲第1番）
  - 交響曲第7番『青春』
- ブロッホ
  - 『イスラエル交響曲』
- ベートーヴェン
  - 交響曲第3番『英雄』※副題命名の経緯や解釈は当該記事参照。
  - 交響曲第5番『運命』【N】
  - 交響曲第6番『田園』【T】
  - 交響曲第9番『合唱付き』【N】（または『第九』 - 副題でなく単なる略称）
- ヘリー＝ハッチンソン
  - 『キャロル交響曲』
- ベルリオーズ
  - 『幻想交響曲』
  - 『イタリアのハロルド』
  - 劇的交響曲『ロメオとジュリエット』
  - 『葬送と勝利の大交響曲』
- ベルワルド
  - 交響曲第1番『まじめな交響曲』
  - 交響曲第2番『気まぐれな交響曲』
  - 交響曲第3番『風変わりな交響曲』
  - 交響曲第4番『素朴な交響曲』
- ホヴァネス
  - 交響曲第1番『追放』
  - 交響曲第2番『神秘の山』
  - 交響曲第6番『天空の門』
  - 交響曲第9番『聖ヴァルタン』
  - 交響曲第15番『銀の巡礼』
  - 交響曲第22番『光の都市』
- ポポーフ
  - 交響曲第3番『英雄的』
- ボロディン
  - 交響曲第2番（『勇士』）
- 黛敏郎
  - 『涅槃交響曲』
  - 『曼荼羅交響曲』
- マーラー
  - 交響曲第1番『巨人』※詳細は当該記事参照。
  - 交響曲第2番『復活』【N】
  - 交響曲第6番『悲劇的』
  - 交響曲第7番『夜の歌』【N】※ただし、第2･4楽章は「夜曲」と記載されている。
  - 交響曲第8番『千人の交響曲』【N】
  - 交響曲『大地の歌』
- マタチッチ
  - 『対決の交響曲』
- マルティヌー
  - 交響曲第6番『交響的幻想曲』
- ミヨー
  - 交響曲第3番『テ・デウム』
  - 交響曲第4番『1848年』
  - 交響曲第8番『ローヌ河』
  - 交響曲第11番『ロマンティック』
  - 交響曲第12番『田舎風』
- メシアン
  - 『トゥランガリーラ交響曲』【T】
- メンデルスゾーン
  - 交響曲第2番『賛歌』
  - 交響曲第3番『スコットランド』
  - 交響曲第4番『イタリア』
  - 交響曲第5番『宗教改革』
- モーツァルト
  - 交響曲第31番『パリ』【N】
  - 交響曲第35番『ハフナー』【N】
  - 交響曲第36番『リンツ』【N】
  - 交響曲第38番『プラハ』【N】
  - 交響曲第41番『ジュピター』【N】
- 吉松隆
  - 『カムイチカプ交響曲』（交響曲第1番）
  - 交響曲第2番『地球にて』【T】
- リスト
  - 『ダンテ交響曲』
  - 『ファウスト交響曲』
- リムスキー＝コルサコフ
  - 交響曲第2番『アンタール』 [2]
- ルビンシテイン
  - 交響曲第2番『大洋』
  - 交響曲第4番『劇的』
- 山田耕筰
  - 交響曲『勝鬨と平和』
  - 長唄交響曲『鶴亀』
  - 舞踏交響曲『マグダラのマリア 』
  - 交響曲『明治頌歌』